# Alle meine Söhne (Film)
Alle meine Söhne ist ein US-amerikanisches Drama aus dem Jahr 1948. Es ist eine Literaturverfilmung des gleichnamigen Theaterstücks von Arthur Miller.

## Handlung
Seitdem sein Flugzeug am 9. Februar 1944 vor der chinesischen Küste verscholl, wird Larry Keller vermisst. Seine Eltern Joe und Kate hoffen weiterhin, dass er noch lebt. Nur sein Bruder Chris glaubt nicht mehr daran. Larry ist für ihn gestorben. Vielmehr will er nun auch noch dessen frühere Freundin Ann Deever heiraten. Mit ihr will er eine Familie gründen und ein eigenes Heim aufbauen. Als sie ihn besucht, müssen beide allerdings auf Kates Gefühle Rücksicht nehmen, denn für sie ist die ganze Situation falsch. Schließlich war Ann Larrys Mädchen. Und wenn Larry zurückkehrt, wäre er sicherlich unglücklich zu erfahren, dass sein Bruder sie heiratete. Doch auch Ann ist unglücklich, schließlich sitzt ihr Vater Herbert Deever im Gefängnis. Da die defekten Ventile, die für den Absturz von Larrys Flugzeug verantwortlich waren, aus Joes Fabrik kamen und Deever sie abschickte, musste er nach der Gerichtsverhandlung ins Gefängnis. Auch Joe wurde angeklagt und wurde freigesprochen, wobei ihn alle für den eigentlichen Verantwortlichen halten.
Nun kommt auch noch Anns Bruder George aus Springfield und will ihr den Beweis bringen, dass Joe der eigentliche Schuldige ist. Nur konnte George als Ankläger vor Gericht nicht beweisen, dass die defekten Teile an die United States Army Air Forces verkauft worden waren und 21 Flugzeuge abstürzten. Aber nach all der Zeit glaubt jeder, dass er nur wieder erscheint, um Ärger zu machen. Joe selbst will wenig davon wissen, schließlich baute er seine Fabrik innerhalb von 14 Monaten von ganz unten auf. Seinen Respekt habe er sich wieder erarbeitet. Und mit der bevorstehenden Hochzeit zwischen Ann und Chris könne vielleicht sogar bald wieder Frieden mit den Deevers herrschen. Daher empfängt er George entgegen dessen Einstellung besonders freundlich und lädt ihn zum Essen, wobei sich George beim Mahl sichtlich wohlfühlt. Bis sich Joe plötzlich verspricht und über sich prahlt, immer für seine Fabrik dagewesen zu sein, ohne einen Tag krank zu sein. Doch ausgerechnet sein Alibi am Tag des Verschickens der defekten Teile war eine Krankmeldung. Wütend beschuldigt George daraufhin Joe und nimmt Ann mit sich.
Chris selbst ist stutzig geworden und besucht daraufhin alleine Herbert Deever im Gefängnis. Obwohl Herbert meint, dass ihm seine Version der Geschichte nicht gefallen werde, bittet ihn Chris darum, ihm diese zu erzählen. Man habe bereits früh von dem defekten Material gewusst. Joe hatte sich mit der Annahme eines Rüstungsauftrages verspekuliert. Seine Fabrik sei einfach nicht dafür ausgelegt, so viel Qualität auf einmal fristgerecht zu liefern. Da man kurz vor der Pleite stehe, wenn er nicht erfüllt wird, müsse man jetzt wohl oder übel die Teile einfach abschicken. Schließlich sei es doch auch nur ein Verbrechen, wenn man erwischt werde. Aber die nächsten Tage erschien Joe nicht zur Arbeit. Angeblich war er krank. Als das Transportunternehmen vor der Fabrik steht, um die Teile abzuholen, gibt Joe Herbert per Telefon zu verstehen, dass er die Teile verschicken soll. Später bestritt Joe diese Version vor Gericht, und die Jury glaubte ihm, sodass Herbert ins Gefängnis musste. Mit diesem Wissen sucht Chris anschließend seinen Vater bei einem Pokerspiel mit seinen Geschäftspartnern auf. Mit Herberts Version konfrontiert, weicht Joe aus und rechtfertigt sich, dass er seine 40 Jahre für die Fabrik nicht wegen eines Auftrages verlieren wollte. Da Chris glaubte, dass Joe beim Gewinnen des Krieges half, war er stolz auf ihn. Doch jetzt muss er sich mit anhören, dass es eigentlich doch nur um dessen Fabrik ging.
Nach ihrer Rückkehr aus Chicago trifft sich Ann mit Chris. Beide versichern sich ihre Liebe und dass sie heiraten wollen. Doch Chris kann nicht gehen, ohne für Gerechtigkeit zu sorgen. Keine Strafe sei seiner Tat gerecht, solange er nicht selbst erkenne, was er tat. Er müsse sich selbst verurteilen. Daher bittet er Ann um Hilfe. Sie selbst hat von George Larrys letzten Brief erhalten und bereits zuvor damit Kate überzeugt, dass ihr Sohn tot ist. Aus diesem liest er Joe später vor, wie enttäuscht Larry von seinem Vater war. Er war so voller Scham, dass er seinen Kameraden nicht mehr in die Augen schauen konnte. Mit dem Gefühl, von seinem Vater an der Heimatfront betrogen worden zu sein, flog er auf eine letzte Mission, von der er wusste, dass er nicht zurückkommen werde. Mit Larrys Freitod erkennt Joe nicht nur, dass er seinen Sohn, sondern auch all seine Kameraden, für die er verantwortlich war, tötete. Er hat all seine Söhne verloren. Vor sich hin stammelnd, geht er in sein Schlafzimmer und erschießt sich selbst. Kate kann Chris und Ann nur noch davonschicken. Sie sollen heiraten, ein gutes Leben führen und nie wieder zurückschauen.

## Kritik
Obwohl das Theaterstück für die Verfilmung „abgeschwächt“ wurde, meinte Bosley Crowther von der New York Times, würde der Film einen „ziemlich erschütternden rechten Haken“ gegen den Kapitalismus und seine Gier führen. Das läge einerseits an den facettenreichen Darstellungen der Schauspieler und andererseits an dem „flüssigen Drehbuch“, welches einige „gestelzt inszenierte“ Szenen kaschiere.
Das Lexikon des internationalen Films meinte: „In quälerischen Episoden kristallisiert sich die Schuld der Beteiligten heraus, zerbrechen Hoffnungen und Illusionen. Familiendrama nach einem Bühnenstück von Arthur Miller, fesselnd in der Interpretation der unterschiedlichen Charaktere.“

## Hintergrund
Der Film feierte seine Weltpremiere am 27. März 1948 in New York City. Seine deutschsprachige Erstausstrahlung war am 8. April 1980 auf dem ostdeutschen Fernsehsender DFF. In Westdeutschland wurde er am 15. November 1984 zum ersten Mal im WDR ausgestrahlt. Eine deutschsprachige Veröffentlichung auf VHS oder DVD liegt nicht vor.
Für die Verfilmung wurde das Theaterstück entschärft und leicht verändert. So ist der „scharfe und unmissverständliche Punkt, dass es etwas scheußliches in einem System ist, welches riesige Gewinne aus dem Krieg ermöglicht“, entfernt worden. Es geht nun weniger gegen den Kapitalismus und Gier, als um das menschliche Drama. Außerdem wurde im Theaterstück Anns Vater lediglich erwähnt und hieß Steve, nicht Herbe. Die Szene, in der Chris Herbert besucht, wurde extra für den Film geschrieben.

## Auszeichnungen (Auswahl)
WGA Award 1949
- Best Written American Drama: Nominierung für Chester Erskine
- The Robert Meltzer Award: Nominierung für  Chester Erskine